# Seax
Seax ([ˈsæɑks], conegut també com a sax, sex o sachsum) és la paraula de l'anglès antic per a designar 'ganivet'. En l'arqueologia moderna, el terme seax s'utilitza específicament per a un tipus d'espasa o daga típica dels pobles germànics del període de les migracions i de l'edat mitjana primerenca, sobretot entre els saxons, el nom dels quals probablement derivada d'aquesta arma (“saxons” en anglés).
En heràldica, el seax és una espasa corba la fulla de la qual presenta una osca. Aquest símbol apareix, per exemple, en l'escut d'armes del comtat d'Essex (antigament anomenat Middlesex).

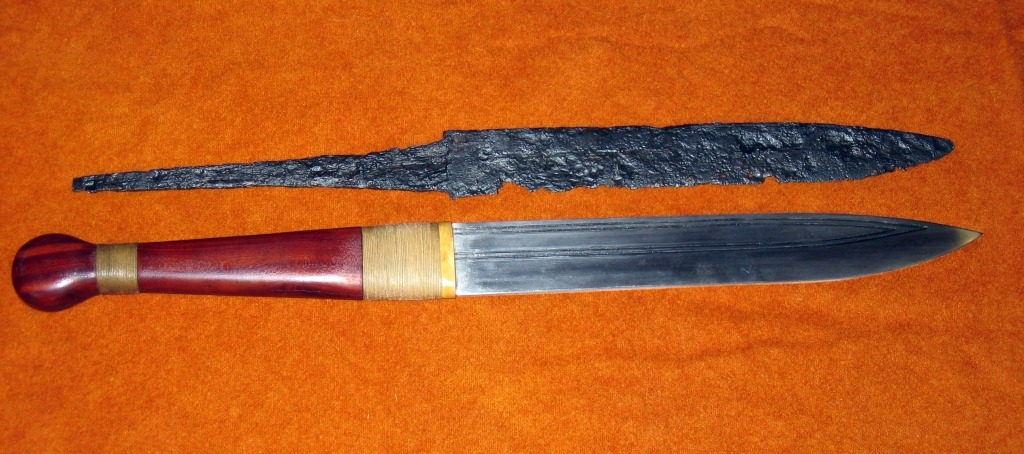
Seax amb rèplica

## Descripció
Hi ha una extensa varietat de seaxs, depenent de les formes i tipus de construcció. Les característiques més freqüents en són:
- Una espiga situada sobre la línia central de la fulla, inserida en una empunyadura fabricada amb algun material orgànic (fusta, banya, etc.).
- Una gran fulla d'un únic tall.
- El seax es porta horitzontalment en una beina penjada al cinyell, on la fulla entra amb el tall cap amunt.

## Tipus i evolució
Tot seguit es llisten, en ordre cronològic, els subtips de seaxs que aparegueren a la regió nòrdica continental entre els anys 450 i 800 de:
- Narrow long seax
- Short seax
- Narrow seax – sovint tenia la fulla decorada amb bandes trenades o serps gravades, i solia incloure reforços i poms metàl·lics. Tant el tall com el dors de la fulla es corben cap a la punta, que sol trobar-se sobre la línia central de la fulla.
- Light broad seax – semblant al tipus anterior, però sense els reforços metàl·lics de l'empunyadura; aquest tipus tenia decoracions més simples en la fulla, com línies paral·leles. Igual que l'anterior, el tall i el dors de la fulla es corben cap a la punta, que se sol trobar en la línia central de la fulla.
- Heavy broad seax – també anomenat “atypical broad seax”, manté la forma de la fulla dels anteriors (corbada cap a la punta), per això la seua particularitat rau en la decoració més austera i simple de la fulla, i en la grandària de la llarga empunyadura d'una única peça (major de 20 cm de longitud).
- Long seax – tenia una fulla de 50 cm o més, sovint adornada amb diverses ranures i patrons soldats. Tenien empunyadures llargues semblants als broad seaxs. El tall en sol ser recte o corbat lleument cap a la punta. El dors es corba a banda i banda subtilment, o en un angle agressiu cap a la punta, sota la línia central de la fulla.

La tendència general, des dels tipus shortseax al broadseax, és que la fulla es torna més pesada, llarga, ampla i gruixuda. El tipus longseax, que apareix a la fi del s. VII, és el més llarg dels seaxs. Eren, però, més estrets i lleugers que els seus predecessors. Inicialment, aquestes armes es van trobar al costat d'espases de doble tall i, probablement, eren usades com a armes auxiliars.
Del s. VII ençà, els seaxs es converteixen a poc a poc en les armes principals, acompanyades, a vegades, amb petits ganivets com a arma de suport.
A la resta d'Europa (tret d'algunes zones d'Escandinàvia), se'n trobà un desenvolupament semblant, tot i que alguns tipus poden no haver-ne estat massa comuns, depenent de la localització. A Anglaterra, els longseax apareixen al mateix temps que al continent. És molt rar, però, trobar-los en els jaciments arqueològics (al contrari que els tipus més petits) si es compara amb les troballes d'espases d'aquest mateix període.

### Broken-back seax

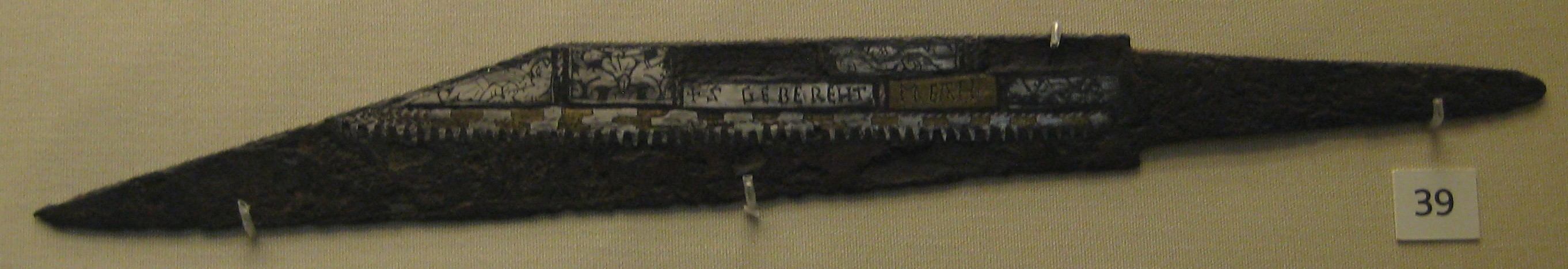
"Broken-back seax" de Sittingbourne, Kent

Una altra forma típica de seax és l'anomenada brocken-back style seax. Aquests seaxs tenen un angle de transició entre la punta i una secció del dors de la fulla (generalment, ocupa un 1/3 o 3/5 de la longitud total de la fulla). Aquests seaxs tenen subtips com longseax (amb el tall i el dors paral·lels) i els seaxs de fulles menors (en què la fulla s'eixampla i després s'estreteix cap a la punta). Aquests subtips són comuns al Regne Unit i Irlanda, tot i que n'hi ha alguns exemples a Alemanya del s. VIII al XI. Alguns models tenen fulles amb patrons soldats, mentre que altres tenen traços d'argent, coure, llautó, etc.

### Scramasax
El sax o scramasax (de l'antic alemany Schramme, 'ferida superficial', i Sahs 'daga') era l'arma blanca més petita de les que portaven les tribus d'origen germànic (francs, saxons, gots, etc.) que dominaren Europa occidental després de la caiguda de l'Imperi romà. Era una arma molt utilitzada també, i sobretot, pels vikings entre els s. VIII i XIII.
Es pot dir que l'ús com a arma era només una de les seues funcions, doncs podia servir indistintament, depenent-ne de les dimensions, per a tot tipus de tasques manuals, fins i tot com a cobert. Feia entre 10 i 50 cm, però es fabricava amb un pes relativament alt per a la seua grandària. Tenia una punta esmolada i un sol tall. El scramasax estava dissenyat per enfilar o apunyalar gràcies a la seua punta, però també es podia usar per fer talls, guanyant terreny sense arriscar la posició en ser atacat per l'adversari, la qual cosa el convertia en una combinació molt efectiva de daga, ganivet i espasa curta.